# Solenopsis avia
Solenopsis avia é uma espécie de formiga do gênero Solenopsis, pertencente à subfamília Myrmicinae.